# Camp d'en Grassot i Gràcia Nova
Camp d'en Grassot i Gràcia Nova es un barrio del distrito de Gracia de la ciudad de Barcelona. Delimitado por la calle de Bailén y la calle de El Escorial, por la calle Rosellón al sur, por la calle de las Camelias por el norte y por la calle de Cerdeña a al este. El edificio más emblemático es la antigua fábrica de La Sedeta, ahora convertida en instituto de secundaria y centro cívico. El barrio celebra la primera quincena de septiembre su propia fiesta mayor.
En la parte más alta del Camp d'en Grassot, entre las calles de Escorial, Camelias, Cerdeña y Pi y Margall, está el vecindario de Ca l'Alegre de Dalt, que es una zona relativamente autónoma de la Villa de Gracia. Esta zona se caracteriza por una urbanización diferente, con edificios más recientes. En estas zonas se donde concentra el aspecto del barrio más comercial, gracias al eje comercial propio conocido como Gràcia Nova.
El Camp d'en Grassot era una zona rural al extremo del municipio de Gracia que estaba a la zona fronteriza en Barcelona y que, con el tiempo, pasó a pertenecer al barrio de la Sagrada Familia. A partir de 1860, este barrio pasó a ser una zona urbanizada por sus propietarios, uno de los que fue Jeroni Grassot, de quienes proviene el nombre del barrio.
La antigua fábrica de La Sedeta fue creada en 1899 y estuvo en funcionamiento hasta 1976. En 1978 fue adquirida por el Ayuntamiento de Barcelona. Aparte de ella, también hubo otras fábricas en aquella época, como por ejemplo la Casa Pujol y Casacuberta. Estas fábricas se instalaron todo buscando las aguas subterráneas de los torrentes existentes.
Entre 1904 y 1913, en el barrio se construyó la iglesia del Inmaculado Corazón de María, adyacente al colegio Claret.
Una de las entidades más destacadas del barrio es el Club Deportivo Europa que actualmente juega en la tercera división de fútbol.